# Гамарня (заказник)

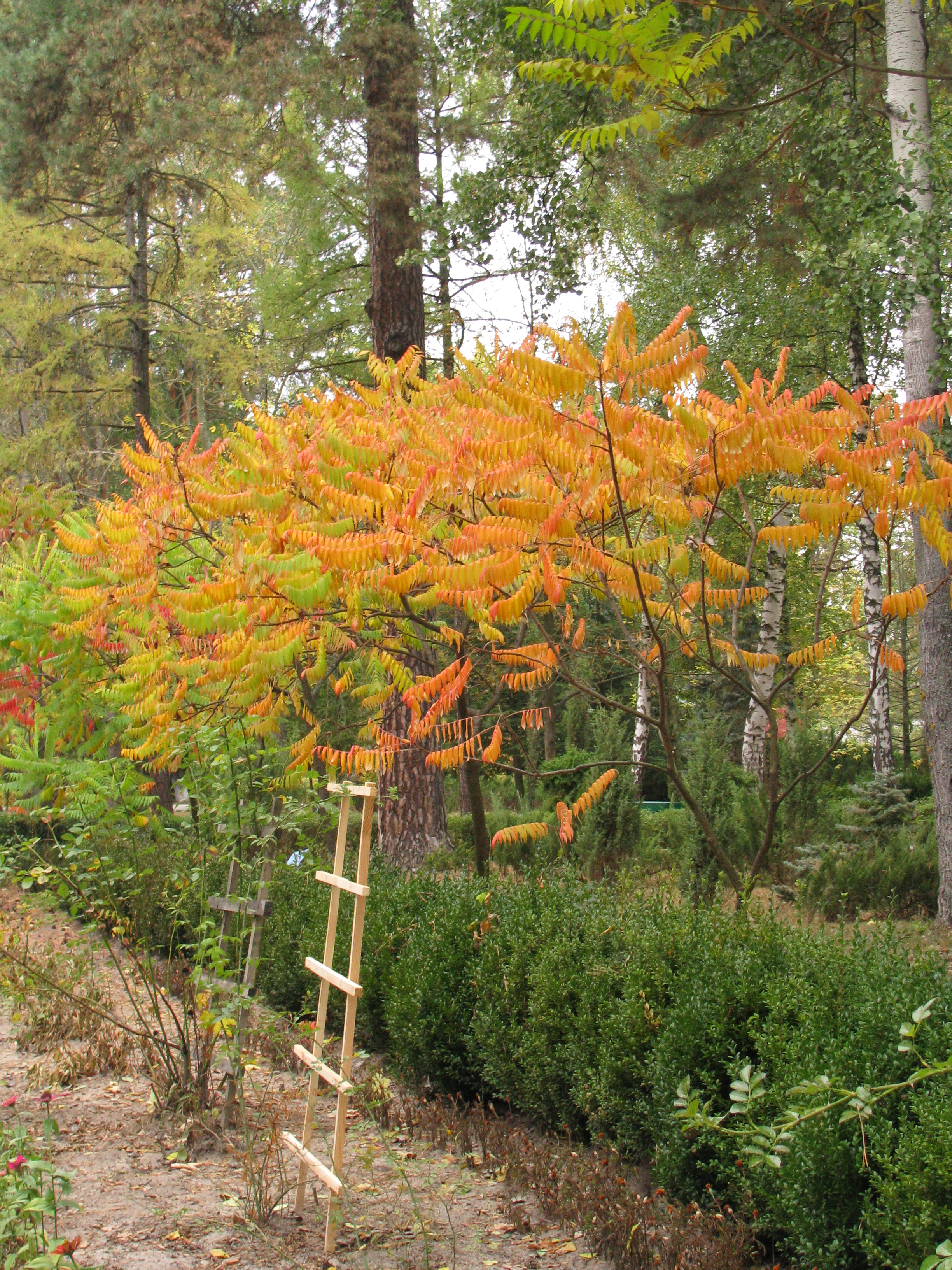
В садибі Миклухо-Маклая

Гама́рня — загальнозоологічний заказник місцевого значення в Україні. Розташований у межах Малинського району Житомирської області, біля села Гамарня. 
Площа 1131 га. Статус надано згідно з рішенням Житомирського облвиконкому від 03.12.1982 року № 489. Перебуває у віданні ДП «Малинське ЛГ» (Слобідське лісництво, кв. 40, 41, 42, 43). 
Створений з метою охорони природного комплексу, до якого входять: унікальні насадження хвойних та твердолистяних порід (300 га) і частина Малинського водосховища (795 га), що на річці Ірша. 
На площі 36 га розташовані садиба Михайла Миклухи, брата етнографа Миколи Миклухо-Маклая, та Малинський лісотехнічний коледж. 